# Marcelcave
Marcelcave település Franciaországban, Somme megyében. Lakosainak száma 1293 fő (2022. január 1.). Marcelcave Wiencourt-l’Équipée, Aubercourt, Cayeux-en-Santerre, Ignaucourt, Lamotte-Warfusée és Villers-Bretonneux községekkel határos.

## Népesség
A település népességének változása:
| Lakosok száma | 1117 | 1182 | 1210 | 1239 | 1251 | 1263 | 1275 | 1277 | 1293 |
|               | 2013 | 2015 | 2016 | 2017 | 2018 | 2019 | 2020 | 2021 | 2022 |